# Zef Kadarja
Zef Kadarja (ur. 7 kwietnia 1892 w Szkodrze, zm. 13 kwietnia 1945 w Tiranie) – albański polityk, dyrektor generalny albańskiej policji w latach 1940–1942.

## Życiorys
W latach 1919–1922 był sekretarzem naczelnym sądu w Szkodrze.
Po 1936 roku był sekretarzem generalnym albańskiego Ministerstwa Spraw Wewnętrznych, funkcję tę pełnił do lutego 1940.
Od 8 do 12 kwietnia 1939 pełnił funkcję członka Tymczasowego Komitetu Administracyjnego; następnie uczestniczył w uroczystości przekazania albańskiej korony królewskiej włoskiemu królowi Wiktorowi Emanuelowi III.
Podczas II wojny światowej pełnił funkcję Dyrektora Generalnego Policji (Botor) od lutego 1940 do marca 1942, a następnie do 1944 był inspektorem Rady Ministrów.
W lutym lub marcu 1945 za kolaborację został skazany przez komunistyczne władze na karę śmierci; wyrok wykonano 13 kwietnia 1945 w Tiranie.